# Jorge Moreira
Jorge Luis Moreira Ferreira (Villarrica, 1º febbraio 1990) è un calciatore paraguaiano, difensore del Guaireña.

## Carriera

### Club
Dopo aver giocato nel 2 de Mayo, nel 2010 passa al Libertad.
Nel 2016 si trasferisce al River Plate dove vince subito la Recopa Sudamericana.

### Nazionale
Nel 2010 debutta con la nazionale paraguaiana.

## Palmares

### Competizioni nazionali
- Copa Argentina: 1

River Plate: 2015-2016

### Competizioni internazionali
- Recopa Sudamericana: 2

River Plate: 2016, 2019
- Coppa Libertadores: 1

River Plate: 2018